# Treyarch NGL
Treyarch NGL is een 3D Game Engine. Deze is ontwikkeld door het Amerikaanse bedrijf Treyarch. De verdere ontwikkeling en het gebruik van deze engine zijn echter gestaakt na uitbrengen van het spel Call of Duty 3. Treyarch maakt sindsdien gebruik van een gemodificeerde versie van de oorspronkelijk door Infinity Ward gemaakte IW Engine 3.

## Games die gebruikmaken van Treyarch NGL
- Call of Duty 3 - 2006, ontwikkeld door Treyarch
- Call of Duty 2: Big Red One - 2005, ontwikkeld door Gray Matter Interactive
- Ultimate Spider-Man - 2005, ontwikkeld door Treyarch
- Spider-Man 2 - 2004, ontwikkeld door Treyarch
- Minority Report: Everybody Runs - 2002, ontwikkeld door Treyarch
- Spider-Man: The Movie - 2002, ontwikkeld door Treyarch
- Kelly Slater's Pro Surfer - 2002, ontwikkeld door Treyarch
- NHL 2K3 - 2002, ontwikkeld door Treyarch